# Brentwood (Pennsylvania)
Brentwood ist eine Gemeinde (Borough) im Allegheny County im US-Bundesstaat Pennsylvania. Laut Volkszählung im Jahr 2020 hatte sie eine Einwohnerzahl von 10.082 auf einer Fläche von 3,75 km². Sie ist Teil der Metropolregion Pittsburgh.

## Geografie
Die Gemeinde liegt in der Region des Allegheny-Plateaus in den Vereinigten Staaten und befindet sich 8 km südlich des Zusammenflusses des Allegheny River und des Monongahela River zum Ohio River. Aufgrund seiner Lage zwischen den Großen Seen und der windzugewandten Seite der Allegheny Mountains erhält Brentwood, wie auch der Rest der Region, reichlich Niederschläge, die eine üppige Vegetation begünstigen.
Brentwood grenzt im Osten und Nordosten an Baldwin, im Süden und Westen an Whitehall und im Nordwesten an das Pittsburgher Stadtviertel Carrick.  

## Geschichte
Brentwood entstand 1916 aus Teilen des Baldwin Township.

## Demografie
Nach der Volkszählung 2020 leben in Brentwood 10.082 Menschen. Die Bevölkerung teilt sich im selben Jahr auf in 90,4 % Weiße, 3,1 % Afroamerikaner, 4,3 % Asiaten und 1,4 % mit zwei oder mehr Ethnizitäten. Hispanics oder Latinos aller Ethnien machten 5,1 % der Bevölkerung aus. Das mittlere Haushaltseinkommen lag bei 58.303 US-Dollar und die Armutsquote bei 8,9 %.